# 4-1BB 리간드
4-1BB 리간드(영어: 4-1BB ligand, 4-1BBL)는 활성화된 T 림프구에서 발현되는 종양괴사인자(TNF) 슈퍼패밀리에 속하는 2형 막관통 당단백질 수용체(4-1BB)와 결합하는 리간드이다.
4-1BB 리간드는 항원제시세포에서 발견된다.

## 같이 보기
- CD137